# Jean-Louis Descloux

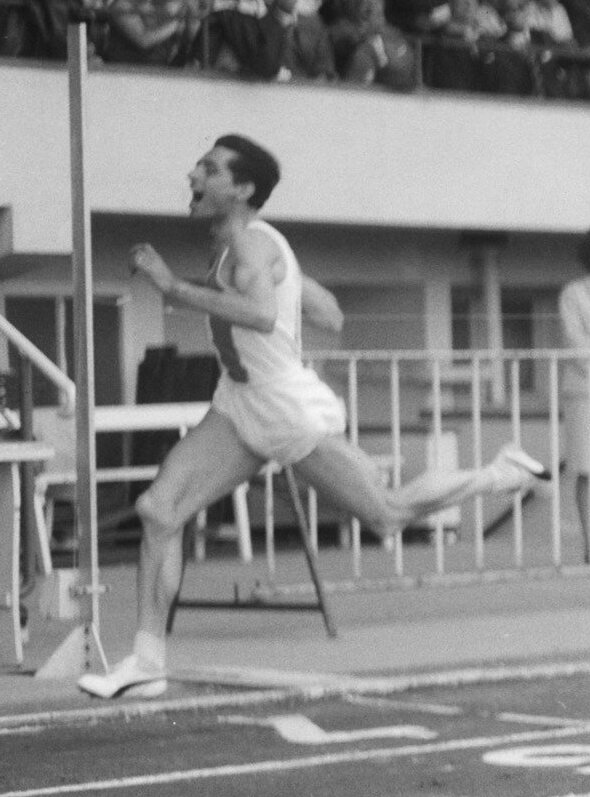
Jean-Louis Descloux (1966)

Jean-Louis Descloux (* 3. November 1937) ist ein ehemaliger Schweizer Sprinter.
1962 gewann er bei den Leichtathletik-Europameisterschaften in Budapest Bronze in der 4-mal-400-Meter-Staffel. Über 100 m und 200 m scheiterte er im Vorlauf.
Bei den Olympischen Spielen 1964 in Tokio kam er über 200 m und in der 4-mal-400-Meter-Staffel nicht über die erste Runde hinaus.
1965 und 1966 wurde er Schweizer Meister über 400 m.

## Persönliche Bestzeiten
- 100 m: 10,5 s, 1962
- 200 m: 21,2 s, 28. Juli 1962, Zürich
- 400 m: 47,2 s, 13. September 1964, Lausanne